# Protivostojanije
Protivostojanije (russisk: Противостояние, da: Konfrontation) er en sovjetisk miniserie i seks dele fra 1985 produceret for tv af Lenfilm og instrueret af Semjon Aranovitj.

## Handling
Filmen har to parallelle historier. Den ene finder sted i slutningen af 1970'erne i USSR og den anden under den Store Fædrelandskrig på Polens og Nazitysklands territorium.
Et menneskelig med afhuggede lemmer er fundet i buskene nær vejen, der fører til lufthavnen i Nardyn. Politioberst Vladislav Nikolaevitj Kostenko (spillet af Oleg Basilasjvili ankommer fra Moskva for at efterforske den usædvanlige forbrydelse. Snart bliver taxachaufføren Grigorij Milinko forbundet med mordet. Men takket være efterforskningen af politimajor Kardava, assistent for Kostenko, viser det sig, at den rigtige Grigorij Milinko, soldat fra Den Røde Hær, blev dræbt og parteret i området omkring Wrocław i 1945. Fingeraftryk af "Milinko" fundet i Nardyme sendes til DDR, hvor der i Berlins arkiv findes data om den virkelige gerningsmand.
Gerningsmanden er Nikolaj Ivanovitj Krotov, en forræder, der i sommeren 1941 skiftede over til Nazitysklands side. Han arbejder som hemmelig agent for tyskerne og giver informationer om en gruppe sovjetiske krigsfanger, som har forsøger at organisere et oprør i koncentrationslejren, hvilket før til, at de bliver skudt. Tyskerne sender Krotov til en specialkommando træningslejer og herfra sendes han bag frontlinjen, hvor har gennemfører særlige rekognoscerings- og sabotageopgaver. Krotov røver en tysk kvindelig guldsmed, som han boede hos, og han bliver sendt i en koncentrationslejr. Efter et års fængsel benådes han, og den tyske sikkerhedstjeneste sender ham på nye opgaver.
I 1945 er Krotov involveret i forsvaret af Breslau, men deserterer derefter. Da han dræber Grigorij Milinko og stjæler hans dokumenter og militæruniform, træder Krotov ind i den Røde Hærs rækker og tager efter krigen til de nordlige dele af USSR til Nardyn, hvor han finder et job som taxachauffør.
Årene går. Krotov, der ved, at han før eller siden vil blive afsløret, forbereder sig på at flygte til Vesten. Men forræderen vil ikke stikke af tomhændet, men vil have guld med sig. Krotov finder en medskyldig, Anna Petrova, en del af en organisation med ansvar for guldminer. De dræber en mand, der har fundet en stor guldklump og forsøger forgæves at få fat i guldet. Da Krotov finder ud af, at Petrova er gravid, dræber han og parterer sin tidligere elskerinde. Derefter røver forræderen en smykkebutik i Smolensk. Efter at have samlet nok guld og juveler, er Krotov klar til at tage til Vesten. 
Men politiet er på sporet af forræderen og morderen. Kostenko og Kardava forfølger Krotov i Adler. Da Krotov indser, at han er omringet på alle sider, tager han et gidsel og forsøger at kapre et fly. Kun ved specialstyrkegruppens mod og professionalisme bliver forbryderen blevet stoppet og anholdt.

## Medvirkende
- Oleg Basilasjvili – Vladislav Nikolaevitj Kostenko
- Andrej Boltnev – Nikolai Ivanovitj Krotov
- Jurij Kuznetsov – Aleksej Ivanovitj Zjukov
- Murman Jinoria – Revaz Kardava
- Natalja Sajko – Anna Kuzminitjna Petrova